# 你的身旁
《你的身旁》，是日本女性歌手aiko的第31張單曲。2014年1月29日由PONY CANYON發行。

## 簡介
以樂天集團「ガーナミルクチョコレート」的電視廣告歌曲在2013年9月3日開始播放、在2013年的巡迴演唱會「aiko 15th Anniversary Tour」上の曾經唱過一小部分。aiko本人說，這首歌是在回想演唱會與歌迷們一起度過的時光時所創作出來的。
是繼前作「Loveletter／4月之雨」約半年以來的CD單曲。初回限定盤為彩色CD托盤式樣。

## 收錄曲目
- 全作詞/作曲：AIKO 編曲：島田昌典

1. 你的身旁
（樂天「ガーナミルクチョコレート」電視廣告歌曲）
2. 咂嘴
3. 早上睡過頭
4. 你的身旁（instrumental）

## 外部連結
- ［Power Push］aiko「君の隣」インタビュー （页面存档备份，存于） - Natalie （日語）
- PONY CANYON上的介紹 （日語）